# Rheydt
Rheydt is een stad en voormalige gemeente in de Duitse deelstaat  Noordrijn-Westfalen, die per 1 januari 1975 met de stad Mönchengladbach en de gemeente Wickrath met de stad en gemeente Mönchengladbach verenigd werden.
Op 1 augustus 1929 werd Rheydt al eerder samengevoegd met München-Gladbach (de toenmalige naam van de stad), de stad Odenkirchen (stadsrechten sinds 1856) en de gemeenten Giesenkirchen en Schelsen tot de districtsvrije stad Gladbach-Rheydt. In 1933 werd op instigatie van de toenmalige propagandaminister Joseph Goebbels, die uit Rheydt kwam,  de steden weer gescheiden. Daarna omvatte het stedelijk gebied van Rheydt de steden Rheydt, Odenkirchen, Giesenkirchen en Schelsen. In 1975 werd de steden opnieuw samengevoegd. 

## Openbaar vervoer
- Rheydt Hauptbahnhof
- Tot 1959 bestond de Tram van Rheydt. Het huidige stads en streekvervoer wordt uitgevoerd per bus door NIEUW mobiel en actief Mönchengladbach.

## Ontwikkeling van het aantal inwoners
| Jaar            | Inwoners |
| --------------- | -------- |
| 1532            | 650      |
| 1794            | 2.776    |
| 1804            | 2.743    |
| 1830            | 2.200    |
| 3 december 1849 | 8.189    |
| 3 december 1861 | 10.200   |
| 3 december 1864 | 11.400   |
| 3 december 1867 | 12.200   |
| 1 december 1871 | 13.766   |
| 1 december 1875 | 15.835   |
| 1 december 1880 | 19.100   |

| Jaar            | Inwoners |
| --------------- | -------- |
| 1 december 1885 | 22.658   |
| 1 december 1890 | 26.830   |
| 2 december 1895 | 30.102   |
| 1 december 1900 | 34.036   |
| 1 december 1905 | 40.149   |
| 1 december 1910 | 43.999   |
| 1 december 1916 | 38.468   |
| 5 december 1917 | 37.657   |
| 8 oktober 1919  | 42.821   |
| 16 juni 1925    | 45.095   |
| 16 juni 1933    | 77.261   |

| Jaar              | Inwoners |
| ----------------- | -------- |
| 17 mei 1939       | 77.339   |
| 31 december 1945  | 65.755   |
| 29 oktober 1946   | 68.921   |
| 13 september 1950 | 78.302   |
| 25 september 1956 | 89.029   |
| 6 juni 1961       | 94.004   |
| 31 december 1965  | 98.862   |
| 27 mei 1970       | 100.077  |
| 31 december 1974  | 99.963   |

## Geboren
- August Bach (1897-1966), Oost-Duits politicus
- Joseph Goebbels (1897-1945), nazi-minister voor propaganda
- Heinz Sielmann (1917-2006), natuurfilmer
- Sonja Oberem (1973), triatlete en langeafstandsloopster